# Julian Casablancas
Julián Fernando Casablancas (Nueva York, 23 de agosto de 1978) es un cantante, músico, y compositor estadounidense, conocido por ser el líder de la banda The Strokes y de The Voidz. También trabajó como solista durante el hiatus de The Strokes, publicando el álbum Phrazes for the Young el 3 de noviembre de 2009.
En 2013, formó la banda de rock alternativo The Voidz, con la que grabó el álbum Tyranny en 2014 y Virtue en 2018, ambos distribuidos por su propio sello, Cult Records. Tyranny ocupó el puesto número 50 en la lista de NME Top 50 Albums of 2014 list. También ha colaborado con otros artistas, como el grupo The Lonely Island en 2009 y, en 2013, en la canción "Instant Crush" de Daft Punk.

## Biografía

### Primeros años
Casablancas nació el 23 de agosto de 1978 en la ciudad de Nueva York, Estados Unidos, hijo del empresario hispano-estadounidense John Casablancas y Jeanette Christiansen, una exmodelo danesa que ganó el título de Miss Dinamarca en 1965. Sus padres se divorciaron cuando tenía ocho años y se trasladó a vivir con su madre. Su abuelo paterno, Fernando Casablancas, fue un comerciante de textil bien conocido en Sabadell, Cataluña. Casablancas tiene cuatro medio hermanos; Cecile —hija del primer matrimonio de su padre—, quien es diseñadora de joyas, Fernando, John, Jr. y Nina, estos últimos frutos de su tercer matrimonio. Luego del divorcio, su madre volvió a contraer matrimonio con el pintor Sam Adoquei, que influyó considerablemente en los gustos musicales de Casablancas cuando era niño. Su padre, John, murió de cáncer en 2013.
Casablancas conoció al primer miembro de The Strokes, Nikolai Fraiture, mientras ambos asistían al instituto Lycée Français de New York (Fraiture se graduó en 1997), mientras que a Casablancas en 1996, Cuando tenía catorce años, su padre lo envió al Instituto Le Rosey, un internado en Suiza para mejorar su comportamiento. Allí conoció a otro futuro miembro de The Strokes, Albert Hammond, Jr. Casablancas luego asistió a la Dwight School con otros dos futuros miembros, Nick Valensi y Fabrizio Moretti. Casablancas nunca terminó la escuela, pero continuó tomando clases de música.

## Carrera

### The Strokes (1998-presente)
Al conocer al futuro guitarrista Nick Valensi y al baterista Fab Moretti en Dwight School en Manhattan, los tres comenzaron a tocar música juntos. Se volvió a conectar con el guitarrista Albert Hammond Jr. cuando este último se mudó a Nueva York. La banda se formó en 1998 cuando Hammond fue aceptado en la banda, con Casablancas como el vocalista principal y compositor principal y Nikolai Fraiture en el bajo.
La banda comenzó a ensayar un conjunto de catorce canciones que incluía "Alone, Together", "Barely Legal", "Last Nite", "The Modern Age", "New York City Cops", "Soma", "Someday", "Take It or Leave It" y "This Life" (una versión anterior de "Trying Your Luck"). La mayoría de estas canciones ahora tienen letras diferentes. Una demo enviada a Rough Trade Records en el Reino Unido, recientemente reformada, despertó el interés allí, lo que llevó a su primer lanzamiento a través del sitio web de la revista británica, NME, que regaló una descarga gratuita de mp3 de "Last Nite" una semana antes del físico. lanzado como parte del EP The Modern Age en 2001. El EP desató una guerra de ofertas entre los sellos discográficos, la mayor para una banda de rock and roll en años. Poco después, se lanzó el aclamado álbum debut de The Strokes, Is This It.

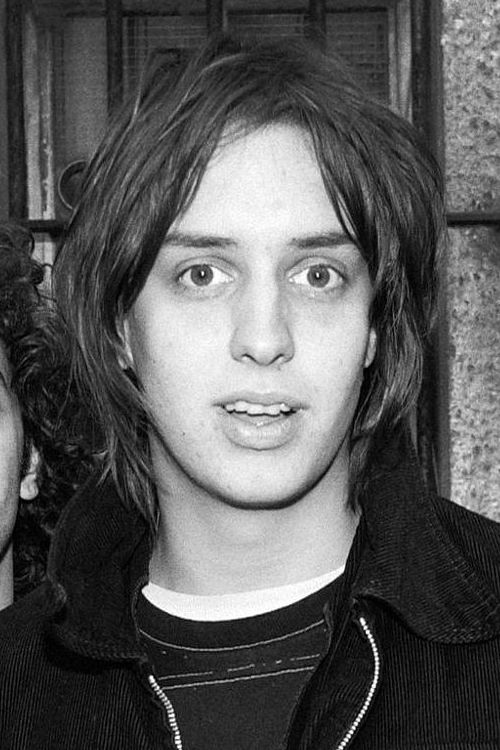
Casablancas en 2002

Después del lanzamiento de los otros dos álbumes y varias giras importantes, la banda se tomó un descanso de cinco años y luego regresó con su cuarto álbum Angles en 2011. Se dijo que la pausa de cinco años fue el resultado de proyectos en solitario en conflicto, problemas de sobriedad y emociones no expresadas. El baterista de The Strokes, Fab Moretti, afirmó que la banda luchó para procesar tales "emociones volcánicas subconscientes", en parte porque todavía eran "niños" en ese momento.
Aunque sus procesos creativos han sido criticados por observadores externos como “una democracia bajo un dictador”, Casablancas ha animado a cada miembro de la banda a contribuir con sus propias ideas y clasificar colectivamente cuáles se convertirán potencialmente en algo más. Al comentar sobre la naturaleza meticulosa del proceso creativo de Julian, el guitarrista Nick Valensi ha dicho, “su oído es tan agudo. Él es el que tiene oído para los detalles en esta banda. Creativamente, es una fuerza a tener en cuenta ”. Se dice que el lanzamiento de 2011, Angles, refleja el comienzo de la naturaleza más colaborativa del proceso creativo de la banda.
El lanzamiento del álbum fue seguido por varias apariciones como cabezas de cartel en festivales musicales, incluidos Reading, Coachella, Lollapalooza y Austin City Limits. La banda lanzó Comedown Machine en 2013, como su último álbum bajo el contrato con el sello RCA, para el cual no hicieron promoción. La banda lanzó un EP, Future Present Past, en el sello Cult Records de Casablancas en 2016.
En diciembre de 2018, se anunció que la banda encabezaría el Bilbao BBK Live en 2019, dando inicio a su regreso global. Posteriormente se anunciaron numerosas fechas para festivales y espectáculos, incluido un espectáculo en el Governors Ball Music Festival, que marca el regreso de la banda a la ciudad de Nueva York.
A partir del 14 de mayo de 2019, The Strokes lanzó algunas de las nuevas canciones, comenzando con "The Adults are Talking", en vivo en The Wiltern en Los Ángeles, y comentó que hay posibilidades de que The Strokes lance un nuevo álbum. El 31 de diciembre de 2019, en Brooklyn NYE, interpretaron "Ode to the Mets" como una oferta de Casablancas para cantar en vivo en lugar de cantar canciones de Angles como lo solicitaron los fanáticos. "No me acuerdo de Angles. ¿Qué es Angles? " Casablancas respondió antes de sugerir que la banda toque la nueva canción y luego confirmar el lanzamiento de un nuevo proyecto.
En abril de 2020, The Strokes lanzó el álbum The New Abnormal, que recibió críticas positivas entre los críticos, lo que sugiere que la banda regresó con una mayor madurez y cohesión entre los compañeros de banda. El proyecto del álbum se inició en 2016.

### Proyectos solistas (2009-presente)
Como solista, Casablancas partió con la intención de decir lo que tenía en mente, tanto musical como líricamente. Hablando sobre su experiencia como solista versus lanzar música con The Strokes, el cantante lo ha dicho simplemente, "es como estar de gira conmigo o con cinco de mí", lo que significa que cada miembro tiene su propio estado mental obstinado. Si bien tales declaraciones suscitaron mucha preocupación por las relaciones entre los miembros de la banda, Casablancas afirma que en la búsqueda de una carrera en solitario, está protegiendo la integridad del ambiente [Strokes]. Al tener un proyecto musical separado de The Strokes, es capaz de "perseguir cualquier idea que [él] quiera", lo que se abstendría de hacer con la banda.
Su primer álbum de estudio, Phrazes for the Young, inspirado en el artículo de Oscar Wilde "Frases y filosofías para uso de la juventud", fue publicado el 2 de noviembre en Reino Unido y el 3 de noviembre de 2009 en Estados Unidos. Fue grabado en Omaha (Nebraska) y en la casa de Casablancas en Nueva York. El disco fue producido por Jason Lader, con una producción adicional de Mike Mogis. En el álbum, fuertemente influenciado por la new wave y la electrónica, Casablancas usó sintetizadores en muchas canciones.
Casablancas debutó en vivo como solista en una fiesta privada para la inauguración de una marca de moda en Tokio. Para celebrar la salida del álbum de estudio, realizó una serie de conciertos en octubre de 2009 en el Downtown Palace Theatre de Los Ángeles con su banda en vivo, The Sick Six, integrada por Jeff Kite (teclado), Nelson Londres (sintetizador), JP Bowersock (guitarra), Danielle Haim (percusión) y Alex Carapetis (batería). Realizó una gira con The Sick Six por Europa, Estados Unidos, Australia y Japón entre noviembre de 2009 y julio de 2010.

### The Voidz (2013-presente)
The Voidz, anteriormente conocido como Julian Casablancas + The Voidz, se formó en 2013. Junto con Casablancas como vocalista principal, la banda está formada por Jeramy "Beardo" Gritter y Amir Yaghmai en la guitarra, Jacob "Jake" Bercovici en el bajo (así como sintetizador), Alex Carapetis en la batería y la percusión, y Jeff Kite en el teclado. Queriendo ganarse un mayor sentido de respeto como banda, en lugar de ser percibido como un "proyecto paralelo" de Julian, la banda cambió oficialmente su nombre de "Julian Casablancas + The Voidz" a simplemente "The Voidz" durante un video de 'iniciación' en la página de YouTube de la banda el 8 de diciembre de 2017. Julian actuó con Carapetis y Kite durante la gira de su álbum en solitario, Phrazes for the Young. A través de Carapetis, Casablancas conoció a Gritter y Bercovici. Bercovici, después de haber tocado música con Yaghmai durante varios años, lo conectó con Casablancas, formando lo que ahora se conoce como The Voidz.
Aunque el sonido de la banda no siempre ha sido bien recibido, The Voidz apunta a "cerrar la brecha" entre la música que es a la vez agresiva y compleja. Comparten el objetivo de "representar cosas invisibles" y "explorar [la música] desde los márgenes", como ha dicho Jake [Bercovici]. Inspirado por la naturaleza compleja de las escalas musicales de Oriente Medio, Casablancas afirma estar más interesado en "las notas intermedias" que la escala tradicional de siete notas de la música occidental. La banda está unida por un amor mutuo por la música poderosa que no gana mucha atención en los medios de comunicación, que se materializa en la compañía discográfica de Julian, Cult Records. Julian afirma que su trabajo con The Voidz es simplemente una "evolución de la misma misión" [como con The Strokes], pero The Voidz están más alineados con el tipo de música con la que les gusta experimentar, avanzando. Aunque los Voidz siguen siendo una entidad musical más activa, ambas bandas todavía están representadas actualmente bajo Cult Records.
En junio de 2014, Casablancas anunció que lanzaría el álbum debut Tyranny. El álbum fue lanzado en su propio sello Cult Records y coincidió con su mudanza al norte del estado de Nueva York. El 23 de septiembre de 2014, se lanzó el álbum, seguido de una gira por Estados Unidos y Reino Unido. El álbum incluye el sencillo de 11 minutos "Human Sadness", una canción cuya demo se compuso originalmente para la banda sonora de The Unseen Beauty, un cortometraje documental que describía al padrastro de Casablancas, el artista Sam Adoquei. El grupo reveló fechas para una gira sudamericana en agosto de 2017.
El 30 de marzo de 2018, The Voidz lanzó su segundo álbum, titulado Virtue. El disco asume una postura más política, diseccionando conceptos universales como la paradoja entre lo que se percibe como “verdad” y “mentira”, al tomar en consideración múltiples puntos de vista perceptivos. El álbum presenta la pista, "Pyramid of Bones", que apareció en Adult Swim en abril de 2018, junto con su sencillo "Coul as a Ghoul" en el Programa de Singles de Adult Swim.

### Colaboraciones
Casablancas, junto con los Strokes, proporcionaron voz en una versión de "Mercy Mercy Me (The Ecology)" de Marvin Gaye con Joshua Homme en la batería y Eddie Vedder en las voces de respaldo. La portada fue lanzada en 2006 como la cara B de "You Only Live Once". Casablancas también proporcionó el bajo y coros en "Scared" de Albert Hammond, Jr. en su álbum solista Yours to Keep. Posteriormente tocó una guitarra Casio y proporcionó coros en "Sick, Sick, Sick" de Queens of the Stone Age.
En 2008, grabó una canción con Santigold (entonces conocido como Santogold) y Pharrell de N*E*R*D titulada "My Drive Thru" para una campaña publicitaria de Converse. Durante su fase en solitario, grabó "Boombox" con Andy Samberg, Jorma Taccone y Akiva Schaffer de The Lonely Island para su álbum debut de 2009 Incredibad, y apareció en un corto digital de SNL para la misma canción. Además, también grabó "I Wish It Was Christmas Today", una canción festiva basada en un sketch de Saturday Night Live popularizado por Jimmy Fallon, Horatio Sanz, Chris Kattan y Tracy Morgan. Casablancas interpretó la canción en vivo en Late Night con Jimmy Fallon el 21 de diciembre de 2009, junto con The Roots, Horatio Sanz y Jimmy Fallon. También apareció en el 100th Digital Short, que se emitió el 12 de mayo de 2012.
Casablancas también colaboró con Danger Mouse y Sparklehorse en la canción "Little Girl" del álbum de 2010, Dark Night of the Soul, contribuyendo con la letra, la voz principal y de apoyo y el solo de guitarra. Aparte de las colaboraciones vocales, también contribuyó a la canción "Forrest Gump" en el segundo álbum de Digitalism "I Love You, Dude" en 2011. El dúo de electrónica inició una colaboración con Casablancas a través de su mánager, y Casablancas contribuyó con una grabación de 30 segundos con él en la guitarra por correo electrónico.
Casablancas también prestó su voz a la canción principal, "Rave On", en un álbum tributo de 2011 a Buddy Holly, Rave On Buddy Holly. En 2016, Casablancas contribuyó con tres versiones de The Velvet Underground y Lou Reed grabadas especialmente: Venus in Furs, Run Run Run y White Light / White Heat, bajo el título White Light White Heat (rock n roll versión animal live era) - a la serie de televisión de HBO, Vinyl. Posteriormente, las canciones fueron lanzadas en varias bandas sonoras de la serie por Atlantic Records.
Casablancas trabajó con Daft Punk en su álbum de 2013 Random Access Memories contribuyendo con letras, voces y un solo de guitarra a su canción "Instant Crush". El álbum ganó el premio Grammy 2013 al Álbum del año, con Casablancas como uno de los co-receptores del premio.
En abril de 2015, se reveló que Casablancas había trabajado en una canción con Jehnny Beth de Savages. Más tarde se anunció que la colaboración sería una versión de "Boy / Girl", un dueto de 1983 de la banda de punk danesa Sort Sol y Lydia Lunch. El video musical, dirigido por Warren Fu, fue lanzado el 4 de diciembre de 2015. El 7" fue lanzado a través de Cult Records y Pop Noire Records el 18 de diciembre de 2015. Casablancas también escribió la canción "Youth Without Love" para el álbum de 2016 de Har Mar Superstar Best Summer Ever, y aparece en "No One There", una canción del músico nacido en India, Hammarsing Kharhmar (Exposición).
En 2015, Julian también apareció en el álbum de Leftöver Crack, Constructs of the State. Su voz se puede escuchar en la canción Vicious Constructs. La canción es cantada por Casablancas y el cantante principal de Leftöver Crack, Stza Crack (Scott Sturgeon).
En 2023 se reveló que había grabado una demo con Daft Punk que se había dejado sin completar desde el 2013, siendo esta canción "Infinity Repeating", la cual salió al público el mismo año del descubrimiento.
Finalmente, en octubre de 2024 apareció en el álbum de Charli XCX "Brat and it's completely different but still brat" como cantante, letrista y productor de la canción Mean Girls featuring Julian Casablancas, una remezcla de la canción Mean Girls del álbum "brat" publicado unos meses antes por la artista británica.

### Cult Records
En 2009, Casablancas fundó Cult Records, el sello creativo de su álbum en solitario Phrazes for the Young. La etiqueta firmó un acuerdo de asociación con Kobalt Label Services en 2014, que incluye representación y gestión de productos, distribución física en múltiples territorios, distribución digital a través de AWAL, marketing y servicios de licencias de sincronización. Cult actualmente representa a The Growlers, Har Mar Superstar, Songhoy Blues, Rey Pila, Karen O, Promiseland, The Strokes, The Voidz, Exhibition y Cerebral Ballzy. El sello también ha lanzado trabajos de Albert Hammond Jr., The Virgins, Reputante, INHEAVEN, Exclamation Pony y Nelson London (C O L O R).
Casablancas se desempeñó como coproductor del álbum de Rey Pila lanzado en Cult, The Future Sugar. En agosto de 2016, Cult Records anunció un nuevo álbum con The Growlers, una banda con sede en el sur de California. También se anunció que el propio Casablancas estaba produciendo el álbum, más tarde conocido como City Club.

## Influencias musicales y legado
Casablancas cita a The Doors como una de sus primeras influencias musicales, aunque especifica que se trataba de una influencia musical e instrumental más que a través de la identidad y popularidad de su cantante Jim Morrison como líder. También ha citado a Lou Reed de The Velvet Underground como una gran influencia en sus letras y estilo de canto. Afirmó en una entrevista de Rolling Stone: "La forma en que Lou Reed escribía y cantaba sobre las drogas y el sexo, sobre las personas que lo rodeaban, era tan realista. Podía ser romántico en la forma en que retrataba estas situaciones locas, pero también era intensamente real. Era poesía y periodismo". Además, ha declarado que Bob Marley, Nirvana y Pearl Jam son influencias importantes en su trabajo, incluso refiriéndose a la canción de Pearl Jam "Yellow Ledbetter" como la razón por la que comenzó a hacer música. También, de acuerdo con varios de sus compañeros de banda de Voidz, nombró a Stevie Wonder como un compositor con una "mente de siguiente nivel".
Casablancas ha servido de inspiración para varios otros músicos, incluidos Alex Turner de los Arctic Monkeys y la pintora Elizabeth Peyton. La canción de Courtney Love "But Julian, I'm a Little Bit Older Than You" de su álbum debut en solitario America's Sweetheart (2004) se escribió sobre Julián Casablancas.

## Vida personal
El 5 de febrero de 2005, Casablancas contrajo matrimonio con la asistente y mánager de la banda, Juliet Joslin. El cual culminó en un divorcio en el 2019.
Su primer hijo, Cal, nació en enero de 2010. La pareja le dio la bienvenida a su segundo hijo, Zephyr, el 27 de marzo de 2015.
Los problemas de Casablancas con la bebida también han causado polémica desde los comienzos de la banda a mediados del año 2000. En 2009, se dio a conocer la noticia de que había decidido dejar la bebida por razones profesionales. El músico dijo que la bebida había comenzado a afectar su carrera en gran medida y comentó «No voy a beber más. Creativamente, la bebida se había vuelto un obstáculo. Siempre me prometí a mí mismo que si empezaba a afectar mi música debía relajarme un poco». Después de estas declaraciones, el cantante también hizo énfasis en la vida que llevaba anteriormente, no negó el sentimiento que le produce su nueva vida y dijo que extrañaba la antigua vida de estrella de rock. «Era muy bueno ser automáticamente feliz. Lo extraño todos los días», llegó a afirmar.
Su padre, John, falleció de cáncer el 20 de julio de 2013.

### Política
A lo largo de la década de 2010, Casablancas se hizo cada vez más vocal sobre sus intereses políticos y ha dicho que "quien quiera que sea la propaganda más ruidosa" determina la popularidad dentro de la música y la política por igual. Ha explorado abiertamente este vínculo en su trabajo con The Voidz, aunque afirma que la reelección de George W. Bush fue lo que inicialmente inspiró su intriga política. Nombró a Oliver Stone, Chris Hedges, Jesse Ventura y Howard Zinn como influencias políticas. Cita a Martin Luther King Jr. como su filósofo favorito, y considera a Paul Robeson un modelo a seguir para los músicos comprometidos políticamente.
En 2016, entrevistó a Henry Giroux, con quien discutió si el estadounidense promedio comprende o no sus luchas existentes y los conflictos no resueltos. En septiembre del 2018, apareció en el programa de Lee Camp Redacted Tonight. El mes siguiente, Camp abrió para The Voidz en un espectáculo en Houston, Texas. Casablancas respaldó al senador Bernie Sanders para las primarias presidenciales del Partido Demócrata de 2020, y en vísperas de las primarias de New Hampshire de 2020, The Strokes actuó en apoyo de Sanders en la Universidad de New Hampshire. Ese octubre, unos días antes de las elecciones de 2020 en Estados Unidos, Rolling Stone anunció y lanzó el primer episodio de la serie de entrevistas de Casablancas, S.O.S. - La Tierra es un desastre. El programa contó con la presentación de la anfitriona de Democracy Now! Amy Goodman y Andrew Yang como primeros invitados, con Casablancas centrando gran parte de su cuestionamiento en la reforma democrática y la influencia de grupos de intereses especiales en la política y los medios de comunicación.

## Discografía

### Con The Strokes
- Is This It (2001)
- Room on Fire (2003)
- First Impressions of Earth (2006)
- Angles (2011)
- Comedown Machine (2013)
- Future Present Past (2016)
- The New Abnormal (2020)

### Como solista
Álbumes de estudio
- Phrazes for the Young (2009)

### Con The Voidz
- "Tyranny" (2014)
- "Virtue" (2018)
- "Like All Before You" (2024)

Sencillos
- "My Drive Thru" (2008) (con Santigold y Pharrell Williams)
- "11th Dimension" (2009)
- "Instant Crush" (2013) (Daft Punk ft. Julian Casablancas)
- "Where No Eagles Fly" (2014)
- "Human Sadness" (2014) (Julian Casablancas + The Voidz)
- "Boy/Girl " (2015) (Jehnny Beth ft. Julian Casablancas)
- "No One There" (2017) (Exhibition ft. Julian Casablancas)
- “Leave It In My Dreams” (2018)
- “QYURRYUS” (2018)
- “Pointlessness” (2018)
- “All Wordz Are Made Up” (2018)
- “ALieNNatioN” (2018)
- “Coul as a Ghoul” (2018)
- “The Eternal Tao” (2019)
- “Did My Best + The Eternal Tao 2.0” (2019)
- "Alien Crime Lord" (2020)
- “Infinity Repeating (2013 Demo)” (2023)
- “Prophecy of The Dragon” (2023)
- “Flexorcist” (2023)
- “All The Same” (2024)